# Ochotnicza Straż Pożarna Dąbrówka Mała
Ochotnicza Straż Pożarna w Katowicach - Dąbrówka Mała – ochotnicza formacja pożarnicza, działająca w Katowicach od 1895 roku. Jednostka położona jest przy ulicy Strzelców Bytomskich 33.
OSP Dąbrówka Mała jest jednostką z 130 letnią historią. Ma ponad 130 aktywnych członków, Młodzieżową Drużynę Pożarniczą oraz Grupę Poszukiwawczo-Ratunkową.

## Historia
Dnia 6 października 1895 roku w sali Karla Bielitzera na Burowcu, który należał do gminy Dąbrówka Mała, odbyło się pod przewodnictwem inspektora górniczego - Eberta zebranie założycielskie jednostki Ochotniczej Straży Pożarnej w Dąbrówce Małej. W bardzo krótkim okresie strażacy zasłużyli sobie na wdzięczność mieszkańców. Strażacy byli i są zawsze wierni zawołaniu: "Bliźniemu na pomoc - Bogu na chwałę". Wzorcem była postać patrona i męczennika świętego Floriana. W 1920 roku OSP obchodziła uroczystość 25-lecia swego istnienia. Należało wtedy do niej 110 członków, w tym 41 czynnych strażaków. W Dąbrówce Małej, po latach osłabienia społecznej działalności w latach stalinowskich, OSP znacząco aktywizuje się od 1958 roku. Znowu do działania szeroko włącza się społeczność lokalna. Każdy następny rok jest dla jednostki rokiem normalnej służby dla społeczności lokalnej. Jednostka liczy średnio 35 czynnych - dobrze wyszkolonych strażaków i kilkudziesięciu członków wspierających. Nastał 1989 rok. Władze miasta nie licząc się ze strażakami ochotnikami postanowiły zbudować szkołę podstawową na terenie strażnicy. Los jednostki OSP w Dąbrówce Małej był mocno zagrożony. Dzięki staraniom zarządu OSP i ludziom dobrej woli strażnicę przeniesiono do lokalu po ZBOWiD, który trzeba było wyremontować i zaadaptować na potrzeby OSP. Już w lutym 1991r. Walne Zebranie Członków OSP odbyło się w nowej (wyremontowanej) strażnicy. Nowa strażnica, nowe nadzieje w nowej Polsce. Nadszedł 1995 rok, nowe władze miasta w niepodległej i suwerennej Polsce doceniając 100 letnią działalność OSP w Dąbrówce Małej, w darze od społeczeństwa Katowic ufundowały nowy sztandar dla jednostki OSP. Uroczystość nadania i przekazania sztandaru odbyła się 7 października 1995r.

## Baza techniczna

### Samochody
- Samochód pożarniczy GBA 3/16 Scania P360 4x4 (329s24)
- Samochód pożarniczy GBA 2/24 Renault Midliner 4x4 (329s21)
- Samochód pożarniczy SLKw Renault Master
- Quad Kymco MXU700i EPS

### Remiza
Remiza OSP Dąbrówka Mała została przebudowana i zmodernizowana, osiągając powierzchnię użytkową 1100 m². Cała inwestycja, warta około 5,6 miliona złotych, została sfinansowana ze środków Urzędu Miasta Katowice.
12 czerwca 2021 roku odbyły się obchody Dnia Strażaka OSP w Katowicach, połączone z jubileuszem 125-lecia OSP Dąbrówka Mała oraz oficjalnym oddaniem do użytku nowej strażnicy przy ulicy Strzelców Bytomskich. W uroczystości uczestniczyli Prezydent Miasta Katowice Marcin Krupa, Przewodniczący Rady Miasta Katowice Maciej Biskupski, Prezes Zarządu Powiatowego Związku Ochotniczych Straży Pożarnych RP w Katowicach druh Marek Durał, Zastępca Komendanta Miejskiego PSP w Katowicach st. bryg. Dariusz Jaromin oraz przedstawiciele społeczności strażackiej i lokalnej.

## Działalność i interwencje
OSP Dąbrówka Mała co roku wyjeżdża do setek interwencji, średnio ponad raz dziennie. Najwięcej zdarzeń dotyczy miejscowych zagrożeń. Jednostka zwykle utrzymuje pozycję w pierwszej trójce OSP w województwie pod względem liczby interwencji. Strażacy nieustannie dbają o bezpieczeństwo mieszkańców, szybko reagując na wszelkie zagrożenia.